# Sarane Alexandrian
Sarane Alexandrian est un essayiste, romancier, historien d’art et critique littéraire français appartenant au mouvement surréaliste, né le 15 juin 1927 à Bagdad et mort le 11 septembre 2009 à Ivry-sur-Seine.

## Biographie
Sarane Alexandrian est né à Bagdad d'une mère française et d'un père irakien, stomatologue du roi Fayçal ibn Hussein. Sa famille s'installe en France en 1932. Durant son adolescence, il participe, à seize ans, à la Résistance dans le Limousin. À la même période, il est initié au dadaïsme et au non-conformisme par le dadasophe Raoul Hausmann. À vingt ans, à Paris, il devient « le bras droit d’André Breton », selon l’opinion publique, et « le théoricien no 2 du surréalisme ». André Breton lui confia d’ailleurs la direction du secrétariat de Cause, avec Georges Henein et Henri Pastoureau, pour répondre à l’afflux des jeunes candidats au groupe surréaliste venus du monde entier. Cofondateur, en 1948, de la revue Néon (5 numéros de janvier 1948 à avril 1949), et porte-parole du « Contre-groupe H » qui se regroupe autour du peintre Victor Brauner, son grand ami, qui le surnommera le Grand Cri-chant du rêve, Alexandrian devient le chef de file de la jeune garde surréaliste (Stanislas Rodanski, Claude Tarnaud, Alain Jouffroy, Jean-Dominique Rey ou la peintre Madeleine Novarina qui sera la Fée-précieuse, l'épouse d'Alexandrian de 1954 jusqu'à sa disparition en 1991), des novateurs, qui s’opposent aux orthodoxes du mouvement, en situant le surréalisme au-delà des idées et en accordant la priorité au sensible. La « rupture » avec André Breton intervint en octobre 1948, mais ne remit jamais en cause son estime et son admiration pour le fondateur du surréalisme. « Auprès de lui, on apprenait le savoir-vivre des poètes, dont l’article essentiel est un savoir-aimer… On l’admirait pour la dignité de son comportement d’écrivain, ne songeant ni aux prix, ni aux décorations, ni aux académies », a écrit Sarane Alexandrian dans son mémorable André Breton par lui-même (Le Seuil, 1971). Pour Alexandrian, dès l’après-guerre (in Christophe Dauphin, Sarane Alexandrian ou le grand défi de l'imaginaire, L'Âge d'Homme, 2006), être surréaliste revint à intégrer un collectif ayant pour but la quête de la « beauté convulsive », et dont les membres s’aimaient fraternellement en se contestant parfois âprement au nom des plus hautes exigences de perfection. Écrivain révolutionnaire, Sarane Alexandrian a toujours travaillé à l’éveil comme à la libération de l’homme, puisant ses sources et ses inspirations dans la poésie vécue: c'est-à-dire la vie entière.
Depuis lors, l’originalité de la création de Sarane Alexandrian, comme l’importance de sa pensée – qui s’étendent à des domaines aussi vastes que la fiction, la critique d’art, la politique, l’histoire, la magie sexuelle et la pensée magique –, n’ont pas tant reposé sur son activité au sein du groupe surréaliste, que sur sa démarche de continuité et de dépassement de ce mouvement. Au sein de son œuvre, Le Surréalisme et le rêve, Le Socialisme romantique, et L’Histoire de la philosophie occulte, forment une trilogie à la gloire des pouvoirs réels de l’imagination et de l’intuition. Le premier livre montre comment l’imaginaire absolu peut féconder la poésie écrite et vécue ; le second, comment il est capable d’édifier de grands systèmes sociaux ; le troisième établit une synthèse de la philosophie et de la religion pour trouver le sens de l’inconnu, l’invisible, l’infini. Les œuvres critiques d’Alexandrian ne sont pas des travaux de vulgarisation (l’idée lui répugne), mais des essais de méditations qu’il rend accessible à un large public, en évitant l’excès des termes spéciaux. Il n’en va pas autrement de son œuvre de création. Le surréalisme, la psychanalyse, le socialisme romantique, la philosophie occulte, l’humanisme libertin du XVIe au XVIIIe siècle, sont autant de goûts intellectuels que cet écrivain a contracté dans sa jeunesse, sans jamais en déroger. Ces influences ont largement influencé sa conception des êtres comme des choses ; l’écrivain ne cessant même à travers l’exploration de ces domaines contigus, d’y découvrir des merveilles trop ignorées, et pourtant profitables au monde futur.
Romancier, essayiste, historien d’art, journaliste (L’Œil, L’Express) et fondateur, en 1995, de la revue d’avant-garde Supérieur Inconnu, Sarane Alexandrian, a publié de nombreux livres, dont certains ont connu un succès international : Le Surréalisme et le rêve (Gallimard, 1974), Histoire de la philosophie occulte (Seghers, 1983), Histoire de la littérature érotique (Seghers, 1989). Cet ouvrage fut toutefois critiqué car contenait une certaine hostilité, voire une agressivité gratuite, contre les homosexuels. Ses romans d’aventures mentales, comme ses nouvelles, imbibées de poésie, sont de véritables mythes modernes écrits en autohypnose. Toutes ses œuvres de fiction sont fondées sur le principe de la métaphore en action. Les Terres fortunées du songe, avec dix-huit dessins de Jacques Hérold, Galilée, 1980), est considéré comme le chef-d’œuvre de sa création, et comme l’une des plus hautes cimes de la prose surréaliste. Il s’agit d’un roman mythique absolument inclassable, ni science-fiction, ni allégorie, ni récit fantastique traditionnel, ni satire d’humour noir, mais tenant de tout cela ensemble. Sa dernière publication aura été Les Peintres surréalistes (Hanna Graham, New-York – Paris, 2009), somme dans laquelle il démontre qu’il est l’un des meilleurs connaisseurs de l’art surréaliste. Un des titres auquel il tenait par-dessus tout aura été d’avoir animé, en vingt-neuf numéros, l’une des meilleures revues littéraires et artistiques de la dernière décennie, et d’avoir réuni autour de lui une « fratrie » ardente, qui aspire à être à la hauteur de son magnifique non-conformisme. La pensée d’Alexandrian se rattache à la Gnose moderne, c’est-à-dire à cette activité de connaissance qui implique aussi bien la philosophie occulte et l’érotologie, que l’analyse des principaux systèmes d’évaluation du réel. La pensée d’Alexandrian n’a pas d’œillères et se nourrit aussi bien de la pensée d’André Breton, le poète insoumis du surréel, que de celles de Charles Fourier, le maître d’Harmonie, de Aleister Crowley, le maître de la Haute magie sexuelle (lire d’Alexandrian sur le sujet : Le Doctrinal des jouissances amoureuses, Filipacchi, 1997 ; La Magie sexuelle, La Musardine, 2000, ou encore La Sexualité de Narcisse, Le Jardin des Livres, 2003), ou de celle de Cornelius Agrippa, modèle de l’humanisme de tous les temps. Chez Alexandrian,
le mot Gnose est à prendre dans son vrai sens, celui de « connaissance pure », et non dans un contexte religieux, (in Christophe Dauphin, Hommage au Grand Cri-chant: Sarane Alexandrian, in Les Hommes sans épaules no 28, 2009). La Gnose moderne d’Alexandrian préconise le salut par le rêve, la révolution, la connaissance et l’amour.

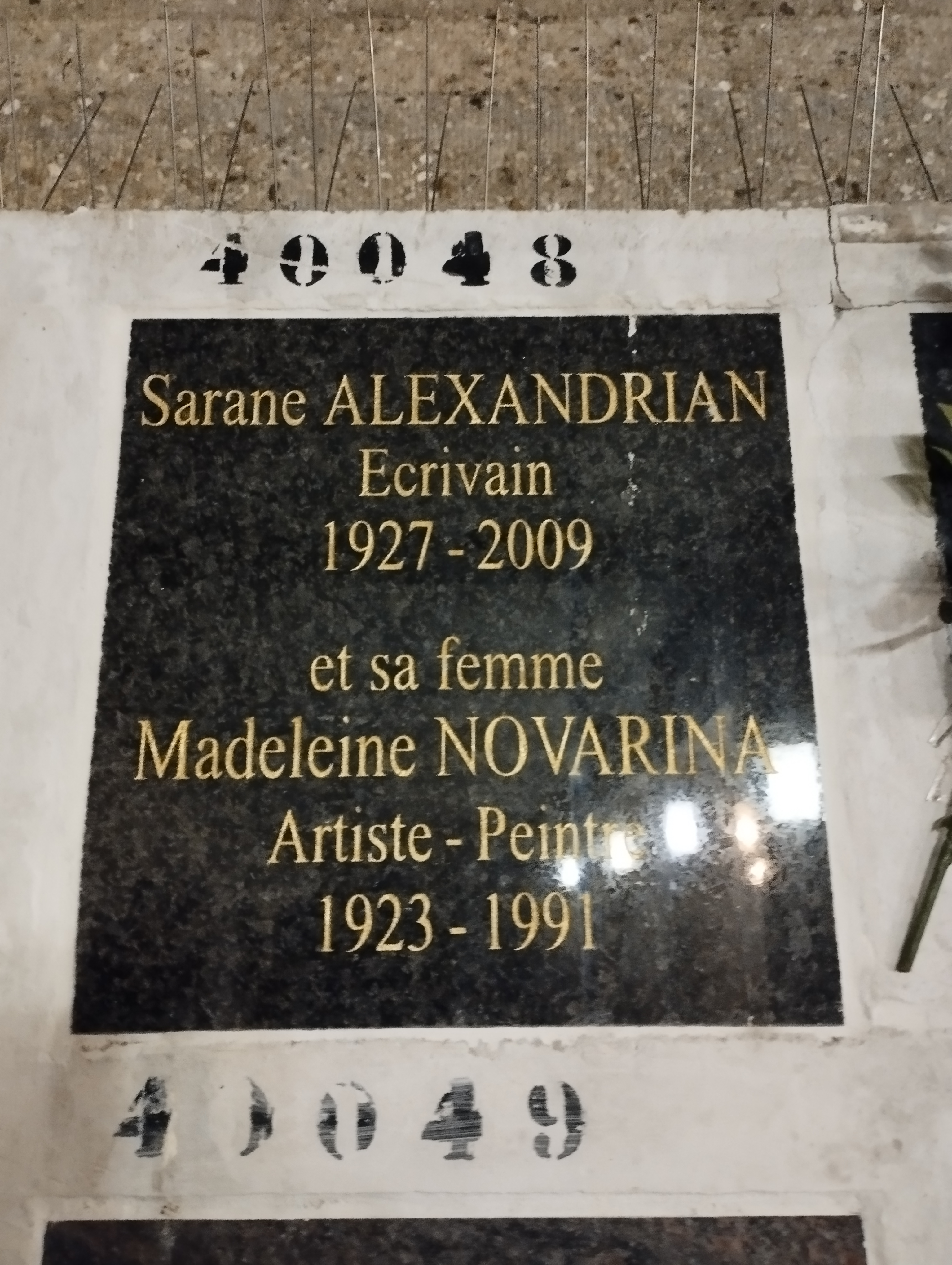
Tombe de Sarane Alexandrian et Madeleine Novarina au columbarium du Père-Lachaise (division 87, case n° 40 048).

Sarane Alexandrian a également préfacé plusieurs expositions (Max Ernst, Roger Langlais, Matta, etc.).
Il entreprit également une correspondance avec Ghérasim Luca.
Il est inhumé au columbarium du Père-Lachaise (division 87, case n° 40 048).

## Œuvres

### Romans et nouvelles
- L’Homme des lointains, Paris, Flammarion, 1960
- Danger de vie, Paris, Denoël, 1964
- L’Œuf du monde, Paris, Filipacchi, 1975
- Les Terres fortunées du songe, avec seize dessins de Jacques Hérold, Paris, Galilée, 1980
- Le Déconcerto, Paris, Galilée, 1980
- Le Grand Astrosophe, Paris, Joëlle Losfeld, 1994
- Soixante sujets de romans au goût du jour et de la nuit, Paris, Fayard, 2000
- L'Impossible est un jeu, Histoires extraordinaires, préface de Christophe Dauphin, postface de Paul Sanda, éditions Editinter/Rafael de Surtis, 2012

### Essais

#### Essais littéraires
- André Breton par lui-même, Paris, Le Seuil, 1971
- Le Surréalisme et le rêve, Paris, Gallimard, 1974
- Les Libérateurs de l’amour, Paris, Le Seuil, 1977
- Le Socialisme romantique, Paris, Le Seuil, 1979
- Georges Henein, Paris, Seghers, 1981
- Histoire de la littérature érotique, Paris, Seghers, 1989 ; rééd. Paris, Payot, 1995
- L’Aventure en soi, Paris, Le Mercure de France, 1990
- L'Évolution de Gherasim Luca à Paris, Éditions Vinea/Icare, Bucarest, 2006

#### Essais sur l'art
- Victor Brauner l’illuminateur, Paris, Les Cahiers d’Art, 1954
- Les Dessins magiques de Victor Brauner, Paris, Denoël, 1965
- Bruegel, Paris, Flammarion, 1969
- L’Art surréaliste, Paris, Hazan, 1969
- Les Maîtres de la lumière, Paris, Hatier, 1969
- La Peinture en Europe au XVIIIe siècle, Paris, Hatier, 1970
- Hans Bellmer, Paris, Filipacchi, 1971
- Dictionnaire de la peinture surréaliste, Paris, Filipacchi, 1972
- Panorama de la peinture impressionniste, Paris, Filipacchi, 1973
- L’Univers de Gustave Moreau, Screpel, 1975
- Création Récréation, curiosités esthétiques, Paris, Denoël, 1976
- Panorama du cubisme, Paris, Filipacchi, 1976
- Man Ray, Paris, Filipacchi, 1976
- Marcel Duchamp, Paris, Flammarion, 1976
- Dalí et les poètes, Paris, Filipacchi, 1977
- Seurat, Paris, Flammarion, 1980
- Max Ernst, Somogy, 1986
- Madeleine Novarina, L’Amateur, 1992
- Jacques Hérold, Fall, 1995
- Ljuba, Paris, Le Cercle d’art, 2003
- Victor Brauner, Oxus, 2004
- Le Centenaire de Victor Brauner, Éditions Vinea/Icare, Bucarest, 2006
- Les Peintres surréalistes, Hanna Graham, 2009

#### Autres essais
- Histoire de la philosophie occulte, Paris, Seghers, 1983 ; rééd. Paris, Payot, coll. « Petite Bibliothèque Payot / Documents », 1994
- L’Érotisme au XIXe siècle, Paris, Lattès, 1993
- Le Doctrinal des jouissances amoureuses, Paris, Filipacchi, 1997
- La Magie sexuelle, Paris, La Musardine, 2000
- La Sexualité de Narcisse, Paris, Le Jardin des Livres, 2003
- Les Leçons de la Haute-Magie, préface de Christophe Dauphin, éditions Rafael de Surtis, coll. « Grimoires », 2012

### Théâtre
- Socrate m'a dit, 2006, texte inédit, écrit pour Anastassia Politi[6].

### Textes et préfaces
- Préface à Erotica de Michel Perdrial, Paris, Éditions du Chardon, 1999
- Préface à Musculatures de Nathalie Gassel, Paris, Le Cercle, 2001
- Préface à La Rougeur d'Umbriel de Odile Cohen-Abbas, L'Esprit des Péninsules, 2004
- Préface à Totems aux yeux de rasoir, poèmes 2001-2008, de Christophe Dauphin, Éd. Librairie-Galerie Racine, 2010